# 匈牙利戏剧与电影大学
匈牙利戏剧与电影大学 (匈牙利語：Színház- és Filmművészeti Egyetem, SZFE)位于匈牙利首都布达佩斯，创立于1865年。原名戏剧与电影学院（Academy of Drama and Film in Budapest），2000年改为现名。